# 忠堡镇
忠堡镇，是中华人民共和国湖北省恩施土家族苗族自治州咸丰县下辖的一个乡镇级行政单位。

## 行政区划
忠堡镇下辖以下地区：
明星村、高笋塘村、细皮沟村、铜厂村、马倌屯村、石门坎村、廖家堡村、庙梁子村、板桥村、界坪村、黄木坨村和铁厂溪村。